# 小行星9473
小行星9473（9473 Ghent）是一颗绕太阳运转的小行星，为主小行星带小行星。该小行星于1998年7月26日发现。

## 轨道参数
小行星9473的轨道半长轴为2.7634688 UA，离心率为0.027。